# Sten Kauppi
Sten Erik Kauppi, född den 30 juli 1922 i Jukkasjärvi församling, Lappland, död den 5 juli 2002 i Norrsunda församling, Uppland, var en svensk textilkonstnär och målare.

## Biografi
Kauppi studerade vid Tekniska skolan 1941 – 1942 och Konstakademin 1944 – 1957, bl. a. som elev hos Sven X:et Erixon. Han hade sin första utställning i Stockholm 1953.
Kauppi blev, som självlärd textilkonstnär, banbrytande inom svensk textilkonst och har i gobelänger, applikationer och broderier uttryckt sig abstrakt eller i en expressiv figurstil med vacker färgverkan. Hans många monumentala vävar, där motiven ofta är öppna landskap, mytiska hästar eller antydda Kristusgestalter, är intensiva och förtätade målningar i garn.
Kauppi har utfört många offentliga arbeten. En tvådelad väv, ”Zigenardansen”, färdigställdes 1970 och hänger i Tunaskolan i Luleå. Den mäter 6.20 m x 2.70 m och är en av Kauppis största verk. Den största väven, Resa i kosmos, levererades 1992 till Umeå universitet. Han finns också representerad på Nationalmuseum, Kungliga Operan i Stockholm, Röhsska museet samt Värmlands museum och Sundsvalls museum.
År 2000 tilldelades han Prins Eugen-medaljen.
År 2002 instiftades Kauppistipendiet genom en gåva av Sten Kauppi och Björn Lundberg. Stipendiet delas ut av Kiruna Konstgille vartannat år till textilkonstnärer.